# 瓦恩亞德鎮區 (阿肯色州華盛頓縣)
瓦恩亞德鎮區（英語：Vineyard Township）是位於美國阿肯色州華盛頓縣的一個行政鎮區。

## 地方資料
瓦恩亞德鎮區的面積為43.85平方千米，當中陸地面積為43.65平方千米，而水域面積為0.16平方千米。根據2010年美國人口普查的數據，當地共有人口383人，而人口密度為每平方千米8.73人。